# La Conscience (film)

La Conscience (en tchèque : Svědomí) est un film dramatique tchécoslovaque réalisé par Jiří Krejčík et sorti en 1948.

## Synopsis
Karel Doležal, un courtier en assurances père d'un garçon de douze ans, Jirka, et d'une petite Alenka, rentre en voiture avec Vlasta, une dame avec qui il a passé la nuit. Il renverse un jeune garçon et prend la fuite, de peur que sa liaison ne soit découverte. Il apprend par la presse le décès de garçonnet. Troublé par sa conscience, il devient réellement désespéré.
Jirka et un de ses camarades de classe brisent une statue à l'école. Jirka ne parvient pas à dire la vérité, même quand il sait que toute la classe va pâtir de son acte.
Karel explique finalement à sa femme les circonstances de l'accident, conversation que surprend Jirka. Désespéré par ce qu'il a entendu, le jeune garçon s'enfuit et, le lendemain, avoue sa culpabilité pour le bris de la statue. Surpris par le courage de son fils, Karel Doležal se rend à la police.

## Fiche technique
- Titre : La Conscience
- Titre original : Svědomí
- Réalisation : Jiří Krejčík (en français : Georges Krejčík)
- Scénario : Jiří Fried, J. A. Novotny, d'après un roman de Vladimír Valenta
- Musique : Jiří Šust
- Photographie : Rudolf Stahl
- Pays de production : Tchécoslovaquie
- Format : noir et blanc
- Durée : 101 minutes
- Genre : Drame
- Production : Československá filmová společnost, Prague
- Année de sortie : 1948

## Distribution
- Eduard Dubský
- Ivan Jandl : Lojzek, l'écolier
- Irena Kacírková : Vlasta
- František Kovářík
- Miloš Nedbal (cs) : Karel Doležal
- Jan Prokeš : Jirka Doležal
- Marie Vásová : Zdena Doležalová
- Bohus Záhorský : Rudolf Mautner

## Commentaires
- Le film analyse les deux traumatismes psychologiques, celui du père et celui de son fils, en apparence si différents, mais finalement tellement semblables.
- Le thème du film et les motivations psychologique des personnages différencient clairement cette œuvre de la production cinématographique des pays du bloc de l'Est de cette époque.